# Stazione di Grigno
La stazione di Grigno è una stazione ferroviaria sulla linea della Valsugana Trento-Venezia a servizio del paese di Grigno. La stazione si trova tra quelle di Ospedaletto e quella di Tezze di Grigno.

## Strutture e impianti
Il fabbricato viaggiatori ricalca lo stile già utilizzato per le stazioni di Calceranica e di San Cristoforo. L'edificio è chiuso al pubblico, e gli unici servizi (biglietteria self-service e obliteratrici elettroniche) si trovano sotto la veranda esterna.

## Movimento
Nella stazione fermano tutti i treni con destinazioni per Trento, Bassano del Grappa, Venezia e Padova, a servizio dei pendolari.

## Servizi
La stazione dispone di:
- Biglietteria self-service
- Parcheggio di scambio